# Getbol
Un getbol (hangeul : 갯벌 ; RR : gaetbeol) est un terme coréen désignant une vasière, un estran, un système sédimentaire côtier. Les getbol forment d'important habitats pour les oiseaux migrateurs et la faune marine.
En 2021, quatre sites de la côte sud-ouest de Corée du Sud sont inscrits au patrimoine mondial sous le nom « getbol, étendues cotidales coréennes », réprésentant chacun un type de getbol (estuaire, baie ouverte, archipel, baie semi-fermée).

## Historique
La Corée du Sud inscrit le 11 janvier 2010 une proposition sur sa liste indicative, préalable nécessaire à tout examen d'inscription au patrimoine mondial, intitulée Southwestern Coast Tidal Flats (« Estrans de la côte sud-ouest ») ; cette proposition comprend six vasières.
En 2021, l'UICN préconise de différer l'examen de la proposition afin de permettre à la Corée du Sud de mieux justifier la valeur universelle du bien, et d'en mieux délimiter les élements et les zones tampons. Son avis n'est pas suivi par le Comité : le bien est inscrit au patrimoine mondial en juillet 2021, lors de la 44e session du Comité.

## Sites
Le bien inscrit comprend quatre sites.
| N°       | Site                         | Lieu                          | Superficie (ha) | Zone tampon (ha) | Coordonnées                   | Illus. |
| -------- | ---------------------------- | ----------------------------- | --------------- | ---------------- | ----------------------------- | ------ |
| 1591-001 | Seocheon Getbol              | District de Seocheon          | 6 809           | 3 657            | 36° 02′ 42″ N, 126° 36′ 50″ E |        |
| 1591-002 | Gochang Getbol               | District de Gochang           | 5 531           | 1 880            | 35° 32′ 56″ N, 126° 33′ 00″ E |        |
| 1591-003 | Sinan Getbol                 | District de Sinan             | 110 086         | 57 254           | 34° 49′ 44″ N, 126° 06′ 14″ E |        |
| 1591-004 | Boseong-Suncheon Getbol (ko) | District de Boseong, Suncheon | 5 985           | 1 801            | 34° 49′ 12″ N, 127° 27′ 32″ E |        |